# Fonologia do Grego Antigo
Fonologia do grego antigo refere-se à reconstrução da fonologia ou à pronúncia do grego antigo. Este artigo trata principalmente da pronúncia padrão do dialeto ático falado no século V a.C, utilizado por Platão e outros escritores gregos clássicos, mas menciona outros dialetos falados no mesmo período ou antes. A pronúncia do grego antigo não é conhecida por observação direta, mas sim determinada por outros tipos de evidência. Alguns detalhes acerca da pronúncia do grego ático e outros dialetos do grego antigo são desconhecidos, mas em geral é aceito que o ático possui certas características não presentes em português ou em grego moderno, como a distinção entre oclusivas sonoras, surdas ou aspiradas (tais como /b/, /p/, /pʰ/), distinção entre consoantes simples e duplas e entre vogais longas e curtas, na maioria das posições em uma palavra, além de um acento baseado em tons, ao invés de intensidade.
O grego koiné, a variante do grego utilizada após as conquistas de Alexandre, o Grande, no século IV a.C., é por vezes considerada como "Grego Antigo", mas sua pronúncia é descrita em fonologia do grego koiné. 
| Grupo ocidental: dórico grego do noroeste | Grupo central: eólico arcado-cipriota | Grupo oriental: ático jônico |
| aqueu                                     |                                       |                              |

O grego antigo era uma língua pluricêntrica, composta por vários dialetos. Todos os dialetos do grego derivam do protogrego e partilham tanto características em comum quanto diferenças na pronúncia. O dialeto dórico, por exemplo, utilizado em Creta, possuía o dígrafo ⟨θθ⟩, que provavelmente consistia em um som não presente em ático. A forma mais primitiva de jônico, na qual a Ilíada e a Odisseia foram compostas (grego homérico), e o dialeto eólico de Safo, provavelmente possuíam o fonema /w/ no início de certas palavras, por vezes representado pela letra digamma ⟨ϝ⟩, mas que foi perdido no dialeto ático padrão.

A natureza pluricêntrica do grego antigo o difere do latim, uma vez que este era composto basicamente de uma única variedade, desde os textos do latim antigo até o período do latim clássico. O latim apenas deu origem a dialetos diferentes quando se espalhou pela Europa, por meio das expansões do Império Romano. Estes dialetos do latim vulgar mais tarde originariam as línguas românicas.
O principais dialetos do grego antigo são o arcadocipriota, eólico, dórico, jônico e ático. Estes formam dois grupos principais: grego oriental, que inclui arcadocipriota, eólico, jônico e ático, e grego ocidental, composto pelos dialetos dórico, grego do noroeste e aqueu.
Todos os dialetos principais, com exceção do arcadocipriota, possuem textos literários. Os dialetos literários do grego antigo não necessariamente representam a pronúncia nativa dos autores que os utilizavam. Um dialeto primariamente jônico-eólico, por exemplo, é usado na poesia épica, enquanto ático puro é usado na poesia lírica. Tanto o ático quanto o jônico são utilizados em prosa, e ático é usado na maior parte das tragédias atenienses, enquanto o dialeto dórico é utilizado nas seções corais.

## Grego oriental primitivo
A maioria dos dialetos do grego oriental palatalizaram ou assibilaram /t/ para [s] antes de /i/. Grego ocidental, incluindo dórico, não passou por estas mudanças em alguns casos, e, por meio da influência do dórico, nem os dialetos tessálico e beócio do eólico.
- Ático τίθησι, dórico τίθητι ('ele coloca')

Ático εἰσί, dórico ἐντί ('eles comem')
Ático εἴκοσι, dórico ϝῑκατι ('vinte')
Arcadocipriota foi um dos primeiros dialetos gregos na Grécia. O grego micênico, a forma de grego falada antes da Idade das Trevas Grega, parece ser uma forma primitiva de arcadocipriota. Tabuletas de argila com grego micênico escrito em Linear B foram encontrados por uma grande área, indo de Tébas, na Grécia central, passando por Micenas e Pilos no Peloponeso, até Cnossos em Creta.Entretanto, durante o período do grego antigo, o arcadocipriota era falado apenas na Arcádia, no interior do Peloponeso e em Chipre. Os dialetos dessas duas áreas permaneceram consideravelmente similares, apesar da grande distância geográfica.
Eólico é intimamente relacionado ao arcadocipriota. Ele era originalmente falado no extremo nordeste do Peloponeso, em Tessália, Lócrida, Fócida, no sul da Etólia e na Beócia, uma região próxima de Atenas. O dialeto foi levado para a Eólia, na costa da Ásia menor e para a ilha próxima de Lesbos. No período do grego antigo, os únicos dialetos eólicos que permaneceram na Grécia foram o tessálico e beócio. Estes adotaram algumas características do dórico, uma vez que estavam localizados próximos à áreas de fala dórica, enquanto os dialetos eólio e lésbico permaneceram puros.
O beócio sofreu mudanças vocálicas similares àquelas que mais tarde ocorreriam no grego koiné, convertendo /ai̯/ para [ɛː], /eː/ para [iː], e /oi̯/ para [yː]. Essas mudanças foram refletidas na escrita. O dialeto eólico também manteve /w/.
O grego homérico (também chamado de épico), a forma literária do grego arcaico usada em poesia épica, na Ilíada e Odisseia, é composto principalmente por elementos jônicos e eólicos, com formas arcadocipriotas. Em sua forma original, provavelmente ele possuía a semivogal /w/, como indicado pela métrica em alguns casos. Esse som é por vezes escrito como ⟨Ϝ⟩ em inscrições, porém está ausente nos textos homéricos de influência ática.

## Grego Ocidental
O dialeto dórico, o mais importante membro do grupo grego ocidental, originou-se na Grécia ocidental. Por meio da invasão dórica, o dialeto suplantou os dialetos nativos arcadocipriotas e eólicos de algumas áreas centrais da Grécia, no Peloponeso e em Creta, além de influenciar fortemente os dialetos tessálico e beócio do eólico.
Os dialetos dóricos são classificados de acordo com a vogal que eles recebem como resultado do alongamento compensatório e contração: aqueles que recebem η, ω são chamados "antigos" e aqueles que recebem ει, ου são chamados "novos". Lacônico e cretense, falados na Lacônia, região de Esparta e em Creta são dois dialetos dóricos antigos.

## Ático e Jônico
Ático e jônico compartilham uma mudança vocálica não presente em nenhum outro dialeto de grego ocidental ou oriental. Ambos elevaram a vogal longa do protogrego /aː/para [ɛː]. Mais tarde, o ático reduziu [ɛː] imediatamente depois de /e, i, r/ para [aː], diferenciando-se assim do jônico. Todos os demais dialetos do grego mantiveram a vogal original /aː/.
Jônico era falado nas regiões ao redor do Mar Egeu, incluindo Jônia, uma região da Anatólia, a partir da qual ele foi nomeado. Jônico contrasta vogais menos frequentemente do que visto em ático (veja abaixo).
O dialeto ático é a forma padrão ensinada atualmente em cursos de grego antigo, e aquele em que mais literatura foi produzida. Ele era falado em Atenas e Ática, a região circundante. O ático antigo, que foi utilizado pelo historiador Tucídides e pelos tragediógrafos, substituiu os dígrafos nativos áticos /tt e rr/ pelos dígrafos /ss e rs/ de outros dialetos. Escritores posteriores, como Platão, usaram as formas áticas puras.

## Grego tardio
Koiné, a forma de grego falada durante o período helenístico, se baseava originalmente no dialeto ático, com algumas influências de outros dialetos. Ele sofreu uma série de mudanças, incluindo o mudança de consoantes oclusivas para fricativas e a mudança de várias vogais e ditongos para [i] (iotacismo). No período bizantino ele evoluiu para o grego medieval, que mais tarde se tornaria o grego moderno padrão.
Tsacônio, uma forma de grego moderno mutuamente ininteligível com o grego moderno padrão, derivado dos dialetos lacônios e dóricos, é o único descendente sobrevivente de um dialeto não-ático.

## Consoantes
O grego ático possuía 15 (ou 17) fonemas consonantais: nove consoantes oclusivas, duas fricativas e quatro ou ou seis soantes. O grego moderno possui praticamente o mesmo número de consoantes, sendo que a principal diferença entre ambos é que o grego moderno possui fricativas sonoras e surdas que evoluíram de oclusivas sonoras e aspiradas do grego antigo.
Na tabela abaixo, estão indicados os fonemas do dialeto ático padrão e seus alofones estão entre parênteses. Os fonemas marcados com asterisco aparecem em outros dialetos ou em formas primitivas do grego, mas não são fonemas padrões do ático.
|             |          | Labial | Coronal | Palatal | Velar | Glotal |
| ----------- | -------- | ------ | ------- | ------- | ----- | ------ |
| Oclusiva    | aspirada | pʰ     | tʰ      |         | kʰ    |        |
| Oclusiva    | surda    | p      | t       |         | k     |        |
| Oclusiva    | sonora   | b      | d       |         | ɡ     |        |
| Nasal       | Nasal    | m      | n       |         | ( ŋ ) |        |
| Fricativa   | surda    |        | s       |         |       | h      |
| Fricativa   | sonora   |        | ( z )   |         |       |        |
| Vibrante    | surda    |        | ( r̥ )   |         |       |        |
| Vibrante    | sonora   |        | r       |         |       |        |
| Aproximante | surda    |        | l̥ *     |         | ʍ *   |        |
| Aproximante | sonora   |        | l       | j *     | w *   |        |

### Consoantes oclusivas
| oclusivas labiais |
| oclusivas dentais |
| oclusivas velares |

O grego antigo possuía nove oclusivas. Os gramáticos as classificavam em três grupos: surdas aspiradas, surdas não-aspiradas e sonoras. As oclusivas surdas aspiradas eram  /pʰ, tʰ, kʰ/, as oclusivas surdas não-aspiradas eram /p, t, k/ e as oclusivas sonoras eram /b, d, ɡ/.

### Fricativas
O grego ático possuía apenas dois fonemas fricativos: a fricativa alveolar surda /s/ e a transição glotal surda /h/.
/h/ é frequentemente chamada de espírito áspero ou rude. O ático, em geral, o manteve, mas alguns dialetos não-áticos o perderam durante o período clássico. O espírito áspero frequentemente ocorria no início de palavras, pois geralmente era suprimido entre vogais, exceto em duas raras palavras. Além disso, quando o radical de uma palavra iniciando com /h/ era o segundo elemento de uma palavra composta, o /h/ às vezes permanecia, provavelmente dependendo do fato do falante reconhecer que a palavra era um composto. Isso pode ser visto em inscrições em ático antigo, onde /h/ era escrito usando a letra eta, que foi a fonte da letra H no alfabeto latino.
- Inscrições em ático antigo

ΕΥΗΟΡΚΟΝ /eú.hor.kon/, padrão εὔορκον /eú.or.kon/ ('fiel a um juramento')
ΠΑΡΗΕΔΡΟΙ /pár.he.droi/, padrão πάρεδροι /pá.re.droi/ ('assessor')
ΠΡΟΣΗΕΚΕΤΟ /pros.hɛː.ké.tɔː/, padrão προσηκέτω /pro.sɛː.ké.tɔː/ ('estar presente')
- εὐαἵ /eu.haí/ ('Eia!')
- ταὧς /ta.hɔ́ɔs/ ('pavão')

/s/ era uma consoante coronal sibilante surda. Era transcrito usando o símbolo para /s/ em copta e em línguas indo-arianas, como em Dianisiyasa para Διονυσίου ('de Dionísio') em uma moeda indiana. Isso indica que o grego possuía um som abafado, ao invés de um som chiado, como o som de s em sapo, ou salto, ao invés do som de ch em chá ou achado. Antes de consoantes sonoras, ele era pronunciado com como [z].
De acordo com W.S. Allen, a letra zeta ⟨ζ⟩ provavelmente representava o encontro consonantal /sd/ em grego ático, foneticamente [zd]. Para fins métricos, ⟨ζ⟩ era tratado como uma consoante dupla, formando uma sílaba longa na poesia. No grego arcaico, quando a letra foi adaptada a partir do zaine fenício, o som era provavelmente uma africada [dz]. Em grego koiné, ⟨ζ⟩ representa /z/. É mais provável que essa evolução tenha ocorrido a partir de [dz], ao invés do ático /sd/. 
- Ζεύς (' Zeus ') — Arcaico /d͡zeús/, ático /sdeús/ [zdeǔs], koiné /zefs/

/p, k/ nos grupos /ps ks/ eram, por vezes aspirados, como [pʰs] e [kʰs], mas nesse caso, a aspiração do primeiro elemento não era contrastiva, ou seja, nenhuma palavra distinguia /ps, *pʰs, *bs/, por exemplo. 

### Nasais
O grego antigo possuía duas nasais: a nasal bilabial /m/, escrita μ e a nasal alveolar /n/, escrita ν. Dependendo do entorno fonético, o fonema /n/ era pronunciado como [m, n, ŋ]. Ocasionalmente, o fonema /n/ sofria geminação, como na palavra ἐννέα. Geminação artificial, para fins métricos, também é ocasionalmente encontrada, como na forma ἔννεπε, presente no primeiro verso da Odisseia de Homero. 

### Líquidas
O grego antigo possuía as líquidas /l/ e /r/, escritas λ e ρ respectivamente.
A letra lambda λ provavelmente representada o som lateral "claro" [l], como no grego moderno e na maioria das línguas europeias modernas, porém o som nunca é vocalizado para [u] ou [w] em final de sílaba como ocorre em algumas variantes do português brasileiro, como em alto [awtu] ou mal [maw].
A letra rho ρ era pronunciada como um trinado alveolar [r], como em grego moderno ou como o r simples entre vogais no português brasileiro (como em caro ou barato). No início de uma palavra, era pronunciado como trinado alveolar surdo [r̥]. Em alguns casos, ⟨ρ⟩ inicial era pronunciado como geminado na poesia (fonemicamente /rr/, foneticamente [r̥ː]), evidenciado pelo fato de que a sílaba anterior é considerada com longa: por exemplo τίνι ῥυθμῷ deve ser pronunciado como τίνι ρρυθμῷ em Electra de Eurípedes, verso 772, τὰ ῥήματα como τὰ ρρήματα na peça As Rãs de Aristófanes, verso 1059, e βέλεα ῥέον como βέλεα ρρέον na Ilíada, verso 12.159.

### Semivogais
As semivogais /j/ e /w/ não estavam presentes no dialeto ático padrão no início de palavras. Entretanto, ditongos terminados em /i/ ou /u/ eram usualmente pronunciados com semivogais longas [jː wː] antes de vogal. Allen sugere que estes eram apenas alofones semivocálicos das vogais puras, apesar de, em alguns casos, terem se desenvolvido a partir de semivogais primitivas.
A aproximante labiovelar /w/ em início de sílabas sobreviveu em alguns dialetos não-aticos, como arcádio ou eólico. Uma aproximante labiovelar surda /ʍ/ provavelmente também ocorria nos dialetos panfílio e beócio. /w/ era por vezes escrito com a letra digamma ⟨Ϝ⟩, e mais tarde com ⟨Β⟩ e ⟨ΟΥ⟩, enquanto /ʍ/ era escrito com digamma e heta ⟨ϜΗ⟩.
- Panfílio ϜΗΕ /ʍe/, escrito como ἕ em Homero (o pronome reflexivo )
- Beócio ϜΗΕΚΑΔΑΜΟΕ /ʍe.ka.daː.moe/ em contraste com ático Ἑκαδήμῳ, Academo

Evidências oriundas da métrica poética de Homero sugerem que /w, ʍ/ também ocorriam no grego arcaico da Ilíada e Odisseia, apesar de não serem mais pronunciados por falantes de ático, nem serem escritos nos manuscritos e textos influenciados pela escrita grega ática. A presença destes sons pode explicar em alguns casos a ausência de elisão, alguns casos nos quais a métrica exige uma sílaba longa, mas o texto apresenta uma curta e alguns casos nos quais uma vogal longa antes de vogal curta não é reduzida (ausência de correpção épica).
Na tabela abaixo a escansão dos versos usa a braquia ⟨˘⟩ para indicar sílabas curtas, o mácron ⟨¯⟩ para indicar sílabas longas e a barra vertical ⟨|⟩ para indicar a divisão entre pés métricos. O som /w/ é escrito usando digamma, e /ʍ/ é escrito com digamma e espírito áspero, ainda que a letra jamais apareça nos textos real.
| localização       | Ilíada 1.30     | Ilíada 1.108     | Ilíada 7.281            | Ilíada 5.343 |
| ----------------- | --------------- | ---------------- | ----------------------- | ------------ |
| escansão          | ˘˘\|¯¯          | ¯\|¯˘˘           | ¯\|¯˘˘\|¯¯              | ˘\|¯˘˘       |
| texto padrão      | ἐνὶ οἴκῳ        | εἶπας ἔπος       | καὶ ἴδμεν ἅπαντες       | ἀπὸ ἕο       |
| pronúncia ática   | /e.ní.oí.kɔː/   | /ée.pa.sé.po.s/  | /kaí.íd.me.ná.pan.tes/  | /a.pó.hé.o/  |
| forma original    | ἐνὶ ϝοίκῳ       | εἶπας ϝέπος      | καὶ ϝίδμεν ἅπαντες      | ἀπὸ ῾ϝϝέο    |
| pronúncia arcaica | /e.ní.woí.kɔːi̯/ | /ée.pas.wé.po.s/ | /kaí.wíd.me.ná.pan.tes/ | /a.póʍ.ʍé.o/ |

### Consoantes duplas
Consoantes simples e duplas (geminadas) eram distinguidas entre si no grego antigo. Por exemplo, /p, kʰ, s, r/ contrastava com /pː, kʰː, sː, rː/, também escritos /pp, kkʰ, ss, rr/. Na poesia grega antiga, uma vogal seguida de uma consoante geminada era considerada como uma sílaba longa na métrica. Consoantes geminadas geralmente ocorriam somente entre vogais, nunca no início ou fim de uma palavra, com exceção do caso de /r/, visto acima.
A geminação foi perdida no grego moderno padrão, portanto, todas as consoantes geminadas são pronunciadas como simples. O grego cipriota, o dialeto moderno do grego de Chipre, entretanto, preserva consoantes geminadas.
Um duplo ⟨ττ⟩, /tː/ em ático correspondia a ⟨σσ⟩ em jônico e outros dialetos. Esse som provem de um processo de palatalização histórico.

## Vogais
As vogais e ditongos dos gregos arcaico e clássico variavam entre os dialetos. A tabela abaixo mostra as vogais do ático clássico em AFI, junto das letras que representavam a vogal no alfabeto jônico padrão. O alfabeto ático antigo possuía algumas diferenças. O grego ático do século V a.C. possuía 5 vogais curtas e 7 vogais longas:/a, e, i, y, o/ e /aː, eː, ɛː, iː, yː, uː, ɔː/.
Na escrita padrão do grego antigo, as vogais longas /eː, ɛː, uː, ɔː/ escritas ει, η, ου, ω , eram diferenciadas das vogais curtas /e, o/, que eram escritas como ε, ο, mas os pares curtos-longos /a, aː/, /i, iː/e /y, yː/ eram escritos com uma única letra cada: α, ι, υ. Em gramáticas, textos modernos e dicionários, α, ι, υ são por vezes marcados com mácrons (ᾱ, ῑ, ῡ) para indicar sua pronúncia longa, ou com braquias (ᾰ, ῐ, ῠ) para indicar sua pronúncia curta.

### Monotongos
|                 | Anteriores  | Anteriores | Posteriores |
| não arredondada | arredondada |            | Posteriores |
| --------------- | ----------- | ---------- | ----------- |
| Fechadas        | /i/ ῐ       | /y/ ῠ      | /u/ υ       |
| Médias          | /e/ ε       |            | /o/ ο       |
| Abertas         | /a/ ᾰ       | /a/ ᾰ      | /a/ ᾰ       |

|                 | Anteriores  | Anteriores | Posteriores |
| não arredondada | arredondada |            | Posteriores |
| --------------- | ----------- | ---------- | ----------- |
| Fechadas        | /iː/ ῑ      | /yː/ ῡ/υι  | /uː/ ου     |
| Semifechadas    | /eː/ ει     |            | /ɔː/ ω      |
| Semiabertas     | /ɛː/ η      |            | /ɔː/ ω      |
| Abertas         | /aː/ ᾱ      | /aː/ ᾱ     | /aː/ ᾱ      |

#### Vogais abertas e fechadas
As vogais curtas fechadas e abertas /i, y, a/, com exceção da duração, possuíam pronúncia igual às suas versões longas correspondentes /iː, yː, aː/.   
A vogal posterior fechada arredondada /u, uː/ do protogrego evoluiu para a anterior /y, yː/ muito cedo nos dialetos ático e jônico, por volta dos séculos VI ou VII a.C.   O fonema /u/ permaneceu apenas em ditongos. Ele porém, não sofreu alteração no dialeto beócio, de modo que quando os beócios adotaram o alfabeto ático, eles escreviam o fonema inalterado /u, uː/ utilizando ⟨ΟΥ⟩.

#### Vogais médias
A situação com as vogais médias era mais complexa. No período clássico arcaico, havia dois tipos de vogais médias curtas, /e, o/, mas quatro vogais médias longas: as semifechadas /eː, oː/e as semiabertas /ɛː, ɔː/.
Uma vez que as vogais médias curtas mudaram para longas semifechadas /eː, oː/ao invés de longas semiabertas /ɛː, ɔː/ por meio do alongamento compensatório em ático, E.H. Sturtevant sugere que as vogais médias curtas eram semifechadas, enquanto Allen argumenta que isso não necessariamente era verdade.
Em meados do séculos IV a.C., a vogal posterior semifechada /oː/ evoluiu /uː/, em parte devido ao fato de que /u, uː/evoluiu para /y, yː/. De modo semelhante, a vogal anterior semifechada /eː/ evoluiu para /iː/. Essas alterações desencadearam a mudança das vogais semiabertas /ɛː, ɔː/ para as médias ou semifechadas /eː oː/, sendo essa a pronúncia que possuíam no início do grego koiné.
No latim, por outro lado, todas as vogais curtas, com exceção de /a/ eram muito mais abertas do que as versões longas correspondentes. Isso fez com que as vogais longas /eː, oː/ fossem similares às curtas /i, u/, e é por isso que as letras ⟨I E⟩ e ⟨V O⟩ eram frequentemente confundidas entre si em inscrições romanas. Isso explica também as vogais de algumas palavras do Novo Testamento grego, como λεγεών ('legião'; <lat. legio) ou λέντιον ('toalha'; < lat. linteum), onde o ⟨i⟩ latino é percebido como semelhante ao ⟨ε⟩ grego.
Em ático, as semiabertas /ɛː, ɔː/e semifechadas /eː, oː/ podem ter três principais origens. Em alguns casos, as semiabertas /ɛː, ɔː/ se desenvolveram a partir dos fonemas *ē, ō do protogrego. Em outros casos, ocorreram por contração. Por fim, alguns casos de /ɛː/ apenas em ático e jônico tem origem em um /aː/ primitivo.
Em alguns poucos casos, as vogais longas semifechadas /eː, oː/ se desenvolveram por monotongação dos ditongos decrescentes /ei, ou/ do grego pré-clássico. Na maioria dos casos, porém, elas surgem por alongamento compensatório das vogais curtas /e, o/, ou por meio de contrações.
Tanto em eólico quanto dórico, o /aː/ do protogrego não evoluiu para /ɛː/. Em alguns dialetos do dórico, como lacônico e cretense, a contração e alongamento compensatório resultaram nas vogais longas semiabertas /ɛː, ɔː/, enquanto em outros dialetos, resultaram nas longas semifechadas /eː, oː/.

### Ditongos
Ático possuía muitos ditongos, todos decrescentes com/i, u/como o segundo elemento semivocálico, e tanto com uma vogal curta ou longa com primeiro elemento. Ditongos com uma vogal curta como primeiro elemento são por vezes chamados "ditongos verdadeiros", enquanto aqueles com uma vogal longa na posição inicial são chamados "ditongos falsos". Independente de terem uma vogal longa ou curta como primeiro elemento, todos os ditongos contam duas moras quando aplicam-se as regras de acentuação. No geral, porém, ático e koiné exibiam uma tendência de monotongação, uma vez que tendiam a transformar ditongos em vogais simples.
Os ditongos mais comuns eram /ai, au, eu, oi/ e /ɛːi̯, aːi̯, ɔːi̯/.Os ditongos longos /ɛːu̯, aːu̯, ɔːu̯/ocorriam raramente. Os ditongos /ei, ou, yi/evoluíram para /eː, uː, yː/ na maioria dos casos no início do período clássico, porém permaneceram /ei, yi/diante de vogais.

Nas tabelas abaixo, os ditongos que foram monotongados na maioria dos casos são precedidos por um asterisco, e os ditongos raros estão entre parênteses.
| Tipo        | Anterior         | Posterior        |
| ----------- | ---------------- | ---------------- |
| Fechado     | */yi̯/ υι         |                  |
| Média curta | */ei̯/ ει /eu̯/ ευ | /oi̯/ οι */ou̯/ ου |
| Aberta      | /ai̯/ αι /au̯/ ᾰυ  | /ai̯/ αι /au̯/ ᾰυ  |

| Tipo             | Anterior           | Posterior          |
| ---------------- | ------------------ | ------------------ |
| Longa semiaberta | /ɛːi̯/ ῃ (/ɛːu̯/ ηυ) | /ɔːi̯/ ῳ (/ɔːu̯/ ωυ) |
| Aberta           | /aːi̯/ ᾳ (/aːu̯/ ᾱυ) | /aːi̯/ ᾳ (/aːu̯/ ᾱυ) |

O segundo elemento de um ditongo sendo /i, u/era geralmente pronunciado como uma semivogal dupla[jj, ww] ou [jː, wː] antes de vogais, e em outros casos era geralmente suprimido.
- Ἀθηναῖοι /a.tʰɛɛ.nái.oi/ ('Atenienses'): [a.tʰɛː.naĵ.joi]
- ποιῶ /poi.ɔ́ɔ/ ('faço'): tanto [poj.jɔ̂ː] quanto [po.jɔ̂ː]
- Doric στοιᾱ́ /stoi.aá/('colunata'): [sto.jǎː]

Ático στοᾱ́ /sto.aá/('colunata'): [sto.ǎː]
- κελεύω /ke.leú.ɔː/ ('eu comando, ordeno'): [ke.lew̌.wɔː]
- σημεῖον /sɛɛ.méi.on/ ('sinal'): [sɛː.meĵ.jon]

O ditongo /oi/se mesclou com a vogal anterior fechada arredondada longa/yː/ no grego koiné. Provavelmente o ditongo tornou-se inicialmente [øi] por meio de assimilação, quando a vogal posterior [o] torna-se a anterior [ø] devido a influência da vogal anterior seguinte [i]. Esta talvez fosse a pronúncia no ático clássico. Mais tarde, ele deve ter-se tornado [øː], junto da monotongação de /ei, ou/, para, por fim, tornar-se [yː]. Entretanto, quando palavras gregas contendo ⟨οι⟩ foram incorporadas ao latim, o ditongo era representado com o dígrafo latino ⟨oe⟩, que presentava o ditongo /oe/.
Tucídides relata a confusão entre duas palavras (2:54), o que faz mais sentido se considerarmos que /oi/ era pronunciado como [øi]:
- ἥξει Δωριακὸς πόλεμος καὶ λοιμὸς ἅμ᾽ αὐτῷ. (Uma guerra dórica virá, e com ela a praga).

Tucídides relata em seguida que houve uma disputa a respeito de qual teria sido a palavra utilizada no verso, λοιμός (praga) ou λῑμός (fome):
- λοιμός /loi.mós/ ('praga'): provavelmente [løi.mós]
- λῑμός /lii.mós/ ('fome'): [liː.mós]

Nos ditongos /au̯, eu̯, ɛːu̯/, a semivogal /u/tornou-se uma consoante em grego koiné e, em grego moderno, os ditongos tornaram-se /av, ev, iv/. Os ditongos longos /aːi̯, ɛːi̯, ɔːi̯/ perderam a semivogal e mesclaram-se com as vogais longas /aː, ɛː, ɔː/ já na época do grego koiné.

## Ortografia
Muitas variações do alfabeto grego foram usadas pelos dialetos regionais da língua grega durante seus períodos arcaico e clássico. O dialeto ático, porém, usava duas variações. A primeira era o alfabeto ático antigo e o segundo era o alfabeto jônico, introduzido em Atenas pelo final do século V a.C., durante o arconato de Euclides. Este último é o alfabeto padrão usado em edições modernas de textos gregos antigos, sendo o utilizado para o ático clássico, koiné padrão e grego medieval, tornando-se por fim, o alfabeto utilizado no grego moderno.

### Consoantes
A maioria das consoantes geminadas é escrita utilizando letras duplas: ⟨ππ, σσ, ρρ⟩ representando /pː, sː, rː/ ou /pp, ss, rr/. As versões geminadas de oclusivas aspiradas /pʰː, tʰː, kʰː/ eram escritas com os dígrafos ⟨πφ, τθ, κχ⟩, e gama geminado /ɡː/ era escrito como ⟨κγ⟩, uma vez que ⟨γγ⟩ representava [ŋɡ] na ortografia padrão do grego antigo. 
- ἔκγονος (ἐκ-γονος) /éɡ.ɡo.nos/ ('prole'), ocasionalmente é escrito εγγονοσ em inscrições

ἐγγενής /eŋ.ɡe.nɛɛ́s/ ('inato') (εν-γενής)
/s/ era escrito com sigma ⟨Σ, σ, ς⟩. Os encontros/ps, ks/ eram escritos como ⟨ΦΣ, ΧΣ⟩ no alfabeto ático antigo, mas como ⟨Ψ, Ξ⟩ no alfabeto jônico padrão.
O /r/ surdo era geralmente escrito com o espírito áspero, como em ῥ-, e transcrito como rh em latim. A mesma grafia é por vezes encontrada quando /r/ é geminado, como em ⟨συρρέω⟩, também escrito ⟨συῤῥέω⟩, dando origem a transliteração rrh.

### Vogais
As vogais anteriores fechadas arredondadas /y/ e /yː/(uma evolução de /u/ e /uː/ respectivamente) são ambas representadas na escrita com a letra úpsilon υ, independente da duração curta ou longa.
No ático clássico, a escrita de ει e ου representava respectivamente as vogais /eː/ e /uː/ (o último sendo uma evolução de /oː/), originários de ditongos, alongamento compensatório ou contração.

### Escrita de /h/
No alfabeto ático antigo, /h/ era escrito com a forma da letra eta ⟨Η⟩. No dialeto jônico da Ásia menor, /h/ foi desde muito cedo perdido, e a letra ⟨Η⟩ foi usada para representar /ɛː/. Em 403 a.C., quando o alfabeto jônico foi adotado em Atenas, o fonema /h/ parou de ser representado na escrita.
Em algumas inscrições, /h/ era representado por um símbolo formado pela metade esquerda da letra original eta:⟨Ͱ⟩. Gramáticos posteriores, durante o período do grego koiné, transformaram o símbolo em um acento diacrítico, o espírito áspero (δασὺ πνεῦμα ou δασεῖα; em latim: spiritus asper), que era escrito sobre a vogal inicial. De maneira análoga, eles introduziram uma versão espelhada do diacrítico, chamado espírito brando (ψιλὸν πνεῦμα ou ψιλή; em latim: spiritus lenis), usado para indicar a ausência de /h/. O uso desses símbolos só se tornou consistente durante o período bizantino.

## Fonotática
A língua grega antiga dividia as palavras em sílabas. Uma palavra possuía uma sílaba para cada vogal curta, vogal longa ou ditongo. Ademais, sílabas iniciam com consoantes, se possível, e por vezes também terminam em consoantes. Consoantes no início de sílabas são o início ou ataque da sílaba, a vogal no meio é o núcleo, e a consoante final é a coda silábica.
Ao dividir palavras em sílabas, cada vogal ou ditongo pertence a uma única sílaba. Uma consoante entre vogais acompanha a vogal seguinte. Nas transcrições abaixo, um ponto ⟨.⟩ separa as sílabas:
- λέγω ('eu falo'): /lé.ɡɔɔ/ (duas sílabas)
- τοιαῦται ('desse modo'): /toi.áu.tai/ (três sílabas)
- βουλεύσειε ('se ele quisesse'): /buː.leú.sei.e/ (quatro sílabas)
- ἠελίοιο ('do sol') (grego homérico): /ɛɛ.e.lí.oi.o/ (cinco sílabas)

As consoantes remanescentes são adicionadas ao final de uma sílaba. Quando uma consoante dupla ocorre entre vogais, ela é dividida entre as sílabas. Metade de uma consoantes dupla permanece na sílaba anterior, formando a coda silábica, e a outra metade inicia a sílaba seguinte, formando o ataque. Encontros entre duas ou três consoantes são também divididos entre sílabas, com pelo menos um elemento se juntando à vogal anterior e formando a coda silábica.
- ἄλλος ('outro'): /ál.los/
- ἔστιν ('é'): /és.tin/
- δόξα ('opinião'): /dók.sa/
- ἐχθρός ('inimigo'): /ekʰ.tʰrós/

### Duração das sílabas
Sílabas em grego antigo podem ser curtas ou longas. Essa distinção é importante na poesia grega antiga, que era baseada em padrões de alternância entre sílabas longas e curtas. A duração silábica é definida conforme as consoantes e vogais presentes. A tonicidade grega, por outro lado, era baseada apenas em vogais.
Uma sílaba terminando em vogal curta, ou os ditongos αι e οι em certos substantivos e flexões verbais, eram curtos. Todas as outros sílabas eram longas: isto é, sílabas terminando em vogal longa ou ditongo, em vogal curta seguida de consoante, ou vogal longa ou ditongo seguido de consoante.
- λέγω /lé.ɡɔɔ/: curta– longa;
- τοιαῦται /toi.áu.tai/: longa– longa– curta;
- βουλεύσειε /buː.leú.sei.e/: longa– longa– longa– curta;
- ἠελίοιο /ɛɛ.e.lí.oi.o/: longa– curta– curta– longa– curta.

Os gramáticos gregos chamavam as sílabas longas de μακραί ('longas", singular μακρά), e as colocavam em duas categorias: as sílabas longas terminadas em vogal longa ou ditongo eram chamadas φύσει μακρά ('longa por natureza'), e uma sílaba longa terminada em consoante era chamada θέσει μακρά ('longa por posição'). Estes termos foram traduzidos para o latim como naturā longa e positiōne longa. Gramáticos indianos, entretanto, classificavam as sílabas como pesadas ou leves, e as vogais como longas ou curtas.
- ἥ (fem rel pron) /hɛɛ́/ é uma sílaba longa com uma vogal longa, "longa por natureza";
- οἷ (masc dat sg pron) /hói/ é uma sílaba longa com um ditongo, "longa por natureza";
- ὅς (masc rel pron) /hós/ é uma sílaba longa terminando em consoante, "longa por posição".

A métrica poética mostra quais sílabas em uma palavra são consideradas longas e, sabendo a duração vocálica, podemos determinar como os encontros consonantais eram divididos entre sílabas. Sílabas anteriores à consoantes duplas, e a maioria de sílabas anteriores a encontros consonantais eram consideradas longas. As letras ⟨ζ, ξ e ψ⟩ são consideradas encontros consonantais. Isso indica que consoantes duplas e a maioria dos encontros consonantais eram divididos entre sílabas, com a primeira consoante pertencendo à sílaba anterior.
- ἄλλος /ál.los/ ('diferente'): longa– longa
- ὥστε /hɔɔ́s.te/ ('então'): longa– curta
- ἄξιος /ák.si.os/ ('digno'): longa– curta– longa
- προσβλέψαιμι /pros.blép.sai.mi/ ('que eu veja!'): longa– longa–curta– curta
- χαριζομένη /kʰa.ris.do.mé.nɛɛ/ ('rejubilando' fem sg): curta– longa– curta– curta– longa

Na poesia ática, as sílabas anteriores a um encontro consonantal de oclusivas com líquidas ou nasais são comumente curtas, ao invés de longas. Isso é chamado de correptio attica ('correpção ática'), pois aqui uma sílaba comum longa torna-se curta.
- πατρός ('do pai'): grego homérico /pat.rós/ (longa-longa), ático /pa.trós/ (curta-longa)

### Ataque silábico
No grego ático, qualquer consoante única, e vários encontros consonantais podem ocorrer em posição silábica inicial.
Seis encontros consonantais de oclusivas podem ocorrer. Todos iniciam com uma labial ou velar e terminam com dental. Assim, os encontros  /pʰtʰ, kʰtʰ, pt, kt, bd, ɡd/ podem ocorrer.
|            |        | Aspiradas     | Aspiradas    | Surdas              | Surdas    |
| ---------- | ------ | ------------- | ------------ | ------------------- | --------- |
| Inicia com | Labial | φθόγγος 'som' | [pʰtʰóŋɡos]ⓘ | πτερόν 'asa'        | [pterón]ⓘ |
| Inicia com | Velar  | χθών 'terra'  | [kʰtʰɔ̌ːn]ⓘ   | κτῆμα 'propriedade' | [ktɛ̂ːma]ⓘ |

### Coda
No grego antigo, qualquer vogal pode terminar uma palavra, mas apenas as consoantes /n, r, s/. Se uma oclusiva terminasse uma palavra no protoindo-europeu, essa era suprimida no grego antigo, como em ποίημα (de ποίηματ; compare o genitivo singular ποιήματος). Outras consoantes podem terminar palavras, porém somente quando a vogal final original sofre elisão diante da vogal inicial de uma outra palavra, como em ἐφ᾿ ἵππῳ (de ἐπὶ ἵππῳ).

## Alterações sonoras
A língua grega passou por diversas alterações sonoras. Algumas ocorreram entre o protoindo-europeu (PIE) e o protogrego (PGr), outras entre o períodos do grego micênico e grego antigo, separados por um intervalo de aproximadamente 300 anos (a Idade das trevas grega), enquanto outras tiveram lugar na época do grego koiné. Algumas alterações ocorreram apenas em alguns dialetos particulares do grego antigo e não em outros. Alguns dialetos inclusive, como beócio e lacônico, passaram por alterações similares àquelas que ocorreriam mais tarde no grego koiné.

### Debucalização
Em protogrego, a sibilante do PIE *s torna-se /h/ por debucalização em muitos casos.
- PIE *so, seh₂ > ὁ, ἡ /ho hɛː/ ('o, a') (m f) — compare o sânscrito sá sā́

PIE *septḿ̥ > ἑπτά /hep.tá/ ('sete') — compare o latim septem, sânscrito sapta
Encontros de *s e uma soante (líquida ou nasal) no início de palavra tormam-se ressoantes surdas em algumas formas de grego arcaico. O [r̥] surdo permanece em ático no início de palavras, e torna-se o alofone regular de /r/ nessa posição. O /ʍ/ mescla-se com /h/, e o resto das ressoantes surdas mescla-se com as ressoantes sonoras.
- PIE *srew- > ῥέϝω > ático ῥέω /r̥é.ɔː/ ('fluir') — compare sânscrito srávanti (3ª pl)

PIE *sroweh₂ > Corfu ΡΗΟϜΑΙΣΙ /r̥owaisi/ (dat pl), ático ῥοή [r̥o.ɛ̌ː] ('fluxo')
- PIE *swe > panfílio ϜΗΕ /ʍe/, ático ἕ /hé/ (pron reflex)
- PIE *slagʷ- > Corfu ΛΗΑΒΩΝ /l̥aboːn/, ático λαβών /la.bɔ̌ːn/ ('pegando') (aor ppl)

O *s do PIE permanece em encontros consonantais com oclusivas e no final de palavras:
- PIE *h₁esti > ἐστί /es.tí/ ('é') — compare sânscrito ásti, latim est

PIE *seǵʰ-s- > ἕξω /hék.sɔː/ ('eu terei')
PIE *ǵenH₁os > γένος /ɡénos/ ('espécie, gênero, tipo') — compare sânscrito jánas, latim genus
A semivogal *y /j/ do protoindo-europeu, por vezes, era debucalizada, outras vezes era endurecida em posição inicial. A maneira como esse desenvolvimento ocorria não é clara, porém, o envolvimento de laríngeas é sugerido. Em outras posições, a semivogal permanecia, frequentemente participando de outros movimentos de alteração sonora:
- PIE *yos, yeH₂ > ὅς, ἥ  [hós hɛ̌ː] ('quem') (pron rel) — compare sânscrito yás, yā́
- PIE *yugóm > inicialmente /dzu.ɡón/ > ático ζυγόν /sdy.ɡón/ ('jugo') — compare sânscrito yugá, latim jugum
- *mor-ya > protogrego*móřřā > μοῖρα /mói.ra/ ('parte') (compare μόρος)

Entre vogais, o *s torna-se /h/. O /h/ intervocálico provavelmente também ocorria em grego micênico. No período do grego antigo, ele já havia sido perdido. Em poucos casos, porém,ele foi transposto para o início da palavra. Posteriormente, o /h/ inicial foi perdido por psilose. 
- PIE *ǵénh₁es-os > PGr *genehos > jônico γένεος /ɡé.ne.os/ > ático γένους ('de uma espécie') /ɡé.nuːs/ (contração; gen. de γένος)
- Micênico pa-we-a₂, possivelmente/pʰar.we.ha/, depois φάρεα /pʰǎː.re.a/ ('peças de roupa')
- PIE *(H₁)éwsoH₂ > protogrego*éuhō > εὕω /heǔ.ɔː/ ('chamuscar')

Por meio do nivelamento morfológico, o /s/ intervocálico foi mantido em certos substantivos e formas verbais: por exemplo, o /s/ característico dos tempos futuro e aoristo.
- λύω, λύσω, ἔλυσα /lyý.ɔː lyý.sɔː é.lyy.sa/ ('eu liberto, eu libertarei, eu libertei')

### Lei de Grassmann
De acordo com a lei de Grassmann, uma consoante aspirada perde sua aspiração quando seguida de outra consoante aspirada na sílaba seguinte. Isso também afeta o /h/resultante da debucalização de *s. Por exemplo:
- PIE *dʰéh₁- > ἔθην /étʰɛːn/ ('eu pus') (aor)

*dʰí-dʰeh₁- > τίθημι /tí.tʰɛː.mi/ ('eu ponho') (pres)
*dʰé-dʰeh₁- > τέθηκα /té.tʰɛː.ka/ ('eu havia posto') (perf)
- *tʰrikʰ-s > θρίξ /tʰríks/ ('cabelo') (nom sg)

*tʰrikʰ-es > τρίχες /trí.kʰes/ ('cabelos') (nom. pl)
- PIE *seǵʰ-s- > ἕξω /hé.ksɔː/ ('eu terei') (fut)

*seǵʰ- > ἔχω /é.kʰɔː/ ('eu tenho') (pres)

### Palatalização
Em alguns casos, o som ⟨ττ⟩ /tː/ em ático corresponde ao som ⟨σσ⟩ /sː/ em outros dialetos. Esses sons se desenvolveram a partir da palatalização de κ, χ,  e por vezes de τ, θ, e γ diante da semivogal pré-grega /j/. Esse som era provavelmente pronunciado como uma africada [ts] ou [tʃ] em períodos iniciais do grego, porém inscrições não exibem a grafia ⟨τσ⟩, o que sugere que a pronúncia africada não ocorria mais durante o período clássico grego.
- *ēk-yōn > *ētsōn > ἥσσων, ático ἥττων ('mais fraco') — compare ἦκα ('suavemente')
- PIE *teh₂g-yō > *tag-yō > *tatsō > τάσσω, ático τάττω ('arranjar, ordenar') — compare ταγή ('linha de batalha') e latim tangō
- PIE *glōgʰ-yeh₂ > *glokh-ya > *glōtsa > γλῶσσα, ático γλῶττα ('língua') — compare γλωχίν ('ponta')

### Perda de labiovelares
O grego micênico possuía três oclusivas velares labializadas: /kʷʰ, kʷ, ɡʷ/, uma aspirada, uma surda e uma sonora, respectivamente. Estas derivam de labiovelares e sequências de velar e /w/ do protoindo-europeu, sendo similares às velares do grego antigo: /kʰ, k, ɡ/, apenas com o adicional arredondamento dos lábios. Todas eram escritas utilizando o mesmo símbolo na escrita linear B, sendo transcritas como q.
No grego antigo, todas as velares labializadas foram mescladas com outras oclusivas: labiais /pʰ, p, b/, dentais /tʰ, t, d/ e velares /kʰ, k, ɡ/. O modo como cada uma evoluiu varia entre dialetos e entorno fonológico. Por isso, certas palavras que originalmente possuíam velares labializadas apresentavam diferentes tipos de oclusivas entre os dialetos gregos. Algumas palavras de uma mesma raiz poderiam, inclusive, apresentar diferentes oclusivas dentro do mesmo dialeto grego.
- PIE, PGr *kʷis, kʷid > ático τίς, τί, dórico κίς, κί ('quem?, o quê?') — compare latim quis, quid

PIE, PGr *kʷo-yos > ático ποῖος, jônico κοῖος ('que? quem? qual?')
- PIE *gʷʰen-yō > PGr *kʷʰenyō > ático θείνω ('golpear')

*gʷʰón-os > PGr *kʷʰónos > ático φόνος ('assassinato')
- PIE kʷey(H₁)- ('aviso') > micênico qe-te-o ('pago'), Ancient Greek τίνω ('pagar')

τιμή ('honra')
ποινή ('penalidade') > Latin poena)
Próximo a /u, uː/ ou /w/, as velares labializadas perderam sua labialização no período micênico.
- PGr *gʷow-kʷolos > micênico qo-u-ko-ro, grego antigo βουκόλος ('vaqueiro')

Micênico a-pi-qo-ro, grego antigo ἀμφίπολος ('assistente')

### Psilose
Através da psilose ('despojamento'), o /h/ foi perdido até mesmo no início de palavras. Essa mudança sonora não ocorreu em ático até pelo menos o período do grego koiné, mas ocorreu em jônico e eólico, de modo que pode ser percebido em certas formas homéricas.  Estes dialetos são chamados de psilóticos.
- Homérico ἠέλιος /ɛɛ.é.li.os/, ático ἥλιος /hɛɛ́.li.os/ ('sol')
- Homérico ἠώς /ɛɛ.ɔɔ́s/, ático ἑώς /he(.)ɔɔ́s/ ('aurora')
- Homérico οὖρος [óo.ros], ático ὅρος /hó.ros/ ('fronteira')

Durante o período do grego koiné, o fonema /h/ desapareceu totalmente e jamais reapareceu, de modo que o grego moderno não possui esse fonema.

### Espirantização
Espirantização é o processo no qual consoantes oclusivas tornam-se fricativas. As oclusivas aspiradas e sonoras do grego clássico tornaram-se fricativas surdas e sonoras durante o período do grego koiné.

A espirantização de /tʰ/ já havia ocorrido anteriormente no dialeto lacônico. Alguns exemplos são transcritos por Aristófanes e Tucídides, como em ναὶ τὼ σιώ em lugar de ναὶ τὼ θεώ ('Sim, pelos [dois] deuses!') e παρσένε σιά em lugar de παρθένε θεά ('deusa virgem!') (Lisístrata, 142 e 1263), σύματος em lugar de θύματος ('vítima de sacrifício') (História da Guerra do Peloponeso, livro V, cap. 77).
Estas escritas indicam que /tʰ/ era pronunciado como uma fricativa dental [θ] ou sibilante [s], a mesma mudança que ocorreu posteriormente em grego koiné. O grego, entretanto, não possuía uma letra cujo som correspondesse às fricativas labiais e velares, de modo que é impossível dizer quando /pʰ, kʰ/ efetivamente evoluíram para /f, x/.

### Alongamento compensatório
Em ático, jônico e dórico, as vogais eram geralmente alongadas quando uma consoante seguinte era perdida. Sendo a sílaba anterior à consoante originalmente longa, a perda da consoante a tornaria breve. Diante disso, a vogal anterior à consoante era alongada, de modo que a sílaba continuasse longa. Essa mudança é chamada de alongamento compensatório, pois a duração vocálica compensa a perda da consoante. O resultado do alongamento depende do dialeto e período. A tabela abaixo mostra todos os resultados possíveis:
| Vogal original | Grego | α    | α    | ε    | ε    | ι    | ο    | ο    | υ    |
| Vogal original | AFI   | /a/  | /a/  | /e/  | /e/  | /i/  | /o/  | /o/  | /y/  |
| Vogal alongada | Grego | ᾱ    | η    | η    | ει   | ῑ    | ω    | ου   | ῡ    |
| Vogal alongada | AFI   | /aː/ | /ɛː/ | /ɛː/ | /eː/ | /iː/ | /ɔː/ | /oː/ | /yː/ |

Quando os dígrafos ⟨ει, ου⟩ correspondem à ditongos originais, são chamados "ditongos genuínos", em todos os outros casos, são chamados "ditongos espúrios".

### Contração
No grego ático, alguns casos de vogais longas surgem por meio da contração de vogais curtas adjacentes quando uma consoante que estava entre estas vogais é perdida. Assim, ⟨ει⟩ /eː/ provém da contração de ⟨εε⟩ e ⟨ου⟩ /oː/ provém da contração de ⟨εο⟩, ⟨οε⟩, ou ⟨οο⟩. ⟨ω⟩ /ɔː/ surge de ⟨αο⟩ e ⟨οα⟩; ⟨η⟩ /ɛː/ surge de ⟨εα⟩, e ⟨ᾱ⟩ /aː/ surge de ⟨αε⟩ e ⟨αα⟩. Contrações envolvendo ditongos terminados em /i̯/ resultam nos ditongos longos/ɛːi̯, aːi̯, ɔːi̯/.

### Monotongação
Os ditongos /ei, ou/ tornam-se os monotongos /eː/ e /oː/ antes do período clássico.

### Elevação e anteriorização vocálica
No grego arcaico, úpsilon ⟨Υ⟩ representava a vogal posterior fechada arredondada /u, uː/. No ático e jônico, essa vogal foi anteriorizada por volta do século VI ou VII a.C. Provavelmente, ela tornou-se primeiro a vogal central fechada arredondada [ʉ, ʉː], e por fim, a anterior [y, yː].  O verbo onomatopaico μῡκάομαι ('mugir'), por exemplo, era arcaicamente pronunciado /muːkáomai̯/, mas tornou-se /myːkáomai̯/ no dialeto ático por volta do século V a.C.

Durante o período clássico, o fonema /oː/, escrito como ⟨ΟΥ⟩ foi elevado para [uː], assim assumindo o lugar vago do antigo fonema /uː/. O fato de ⟨υ⟩ nunca ter sido confundido com ⟨ου⟩ em textos e inscrições, mostra que ⟨υ⟩ já havia sido anteriorizado antes de que ⟨ου⟩ fosse elevado.
No grego koiné, /eː/ foi elevado e mesclado com o fonema original /iː/ . 

### Mudança vocálica ático-jônica
Nos dialetos ático e jônico, a vogal longa /aː/ do protogrego mudou para /ɛː/. Essa mudança, entretanto, não ocorreu em outros dialetos. Assim, alguns casos de η em ático e jônico correspondem à ᾱ do dórico e eólico.
- Dórico e eólico μᾱ́τηρ, ático e jônico μήτηρ [mǎː.tɛːr mɛ̌ːtɛːr] ('mãe') — compare latim māter

A vogal inicialmente mudou para /æː/, a ponto de tornar-se diferente da vogal longa /eː/ do protogrego, em seguida, /æː/ e /eː/ mesclaram-se formando /ɛː/. Isso é indicado por inscrições em Cíclades, que escrevem o /eː/ do protogrego como ⟨Ε⟩, mas a vogal alterada /æː/ como ⟨Η⟩ e o novo /aː/ proveniente de alongamento compensatório como ⟨Α⟩.
No ático, tanto /æː/ quanto /eː/ do protogrego eram escritos como ⟨Η⟩, mas então mesclaram-se em /ɛː/ no final do século V a.C. Nesse ponto, substantivos masculinos da primeira declinação eram confundidos com substantivos da terceira declinação com tema em <span title="Representação no Alfabeto Fonético Internacional (AFI)" class="AFI" about="#mwt1" typeof="mw:Transclusion" data-mw="{&quot;parts&quot;:[{&quot;template&quot;:{&quot;target&quot;:{&quot;wt&quot;:&quot;AFI&quot;,&quot;href&quot;:&quot;./Predefinição:AFI&quot;},&quot;params&quot;:{&quot;1&quot;:{&quot;wt&quot;:&quot;/es/&quot;}},&quot;i&quot;:0}}]}" id="mwAg" data-ve-no-generated-contents="true" data-cx="[{&quot;adapted&quot;:true,&quot;partial&quot;:false,&quot;targetExists&quot;:true}]">/es/</span>. Os substantivos da primeira declinação possuíam /ɛː/ originado do /aː/ primitivo, enquanto os da terceira declinação possuíam o /ɛː/ resultante da contração de /ea/.
- Αἰσχίνης Ésquines (1ª decl)

Αἰσχίνου (gen sg)
3ª decl gen sg incorreta Αἰσχίνους
Αἰσχίνην (acus sg)
- Ἱπποκράτης Hipócrates (3ª decl)

Ἱπποκράτους (gen sg)
Ἱπποκράτη (acus sg)
1ª decl acus sg incorreta Ἱπποκράτην
Além disso, palavras que continham originalmente η em ático e dórico receberam formas dóricas falsas com ᾱ nas passagens corais de peças teatrais atenienses, indicando que os atenienses já não conseguiam distinguir o novo ᾱ ático-jônico do η protogrego original.
- Ático e dórico πηδός ('remo')

Forma dórica incorreta πᾱδός
No ático, /aː/ ao invés de /εː/ é encontrado imediatamente após /e, i, r/, exceto em certos casos onde o som do  ϝ /w/ primitivo originalmente estava presente entre /e, i, r/ e /aː/
- Dórico ᾱ̔μέρᾱ, ático ἡμέρᾱ, jônico ἡμέρη /haː.mé.raː hɛː.mé.raː hɛː.mé.rɛː/ ('dia')
- Ático οἵᾱ, jônico οἵη [hoǰ.jaː hoǰ.jɛː] ('como') (fem nom sg)
- Ático νέᾱ, jônico νέη /né.aː né.ɛː/ ('novo') (fem nom sg) < νέϝος
- Porém ático κόρη, jônico κούρη, dórico κόρᾱ eκώρᾱ ('jovem menina') < κόρϝᾱ (assim como em arcadocipriota)

O fato de que /aː/ é encontrado em lugar de /εː/ pode indicar também que, inicialmente, a vogal virou /ɛː/ em todos os casos, depois então retornou para /aː/ após /e, i, r/ (reversão), ou que a vogal jamais se alterou em todos os casos. Sihler, entretanto, argumenta que o /aː/ ático é proveniente de reversão.
Essa mudança, porém, não afetou casos de /aː/ que se desenvolveram a partir da contração de certas sequências vocálicas que continham α. Assim, as vogais /aː/ e /aːi̯/ eram comuns em verbos com a forma no tempo presente com a-contraído e no tempo imperfeito, como em ὁράω,"ver". Os exemplos abaixo mostram as origens hipotéticas das quais as formas vigentes foram contraídas.
- infinitivo: ὁρᾶν /ho.râːn/ "ver" < *ὁράεεν /ho.rá.e.en/
- terceira pessoa do singular no presente do indicativo ativo: ὁρᾷ /ho.râːi̯/ "ele vê" < *ὁράει */ho.rá.ei/
- terceira pessoa do singular no imperfeito do indicativo ativo: ὥρᾱ /hɔ̌ː.raː/ "ele viu" < *ὥραε */hǒː.ra.e/

O /aː/ longo surgido por meio do alongamento compensatório do /a/ curto também não foi afetado. Assim, em ático e jônico há um contraste entre o genitivo singular feminino ταύτης e o acusativo plural feminino ταύτᾱς, ambos formas do adjetivo e pronome οὗτος ('isto, aquilo'). O primeiro deriva de um original *tautās, com mudança do ā para ē, o segundo deriva de *tautans, com alongamento compensatório do ans para ās.

### Assimilação
Quando uma consoante vem acompanhada de outra em uma flexão verbal ou declinação de substantivos, várias regras de sândi são aplicadas. Quando essas regras afetam as formas dos substantivos e adjetivos ou de palavras compostas, elas são refletidas na escrita. Entre palavras, as mesmas regras são aplicadas, mas elas não são refletidas na ortografia padrão, somente em inscrições.
Regras:
- Regra mais básica: quando dois sons aparecem próximos um ao outro, o primeiro assimila o vozeamento e aspiração do segundo
  - Isso se aplica plenamente com oclusivas. Fricativas assimilam apenas o vozeamento, sonorantes não assimilam.
- Diante de /s/ (radical no futuro, aoristo), velares tornam-se [k], labiais tornam-se [p] e dentais desaparecem.
- Diante de /tʰ/(radical no aoristo passivo), velares tornam-se [kʰ], labiais tornam-se [pʰ] e dentais tornam-se [s].
- Diante de /m/ (primeira pessoa do singular no perfeito, voz média, primeira pessoa do plural e particípio), velares tornam-se [g], uma nasal com velar torna-se [g], labiais tornam-se [m], dentais tornam-se [s] e outras soantes permanecem inalteradas.

| primeiro som | segundo som | encontro resultante | exemplos                               | notas                                                                                             |
| ------------ | ----------- | ------------------- | -------------------------------------- | ------------------------------------------------------------------------------------------------- |
| /p, b, pʰ/   | /s/         | /ps/                | πέμπω, πέμψω, ἔπεμψα; Κύκλωψ, Κύκλωπος | radicais no futuro e aoristo; nominativo singular e dativo plural de nomes da terceira declinação |
| /k, ɡ, kʰ/   | /s/         | /ks/                | ἄγω, ἄξω; φύλαξ, φύλακος               | radicais no futuro e aoristo; nominativo singular e dativo plural de nomes da terceira declinação |
| /t, d, tʰ/   | /s/         | /s/                 | ἐλπίς, ἐλπίδος; πείθω, πείσω, ἔπεισα   | radicais no futuro e aoristo; nominativo singular e dativo plural de nomes da terceira declinação |
| /p, b, pʰ/   | /tʰ/        | /pʰtʰ/              | ἐπέμφθην                               | radical no aoristo passivo                                                                        |
| /k, ɡ, kʰ/   | /tʰ/        | /kʰtʰ/              | ἤχθην                                  | radical no aoristo passivo                                                                        |
| /t, d, tʰ/   | /tʰ/        | /stʰ/               | ἐπείσθην                               | radical no aoristo passivo                                                                        |
| /p, b, pʰ/   | /m/         | /mm/                | πέπεμμαι                               | 1ª pessoa do singular e plural no perfeito mediopassivo                                           |
| /k, ɡ, kʰ/   | /m/         | /ɡm/ [ŋm]           | ἦγμαι                                  | 1ª pessoa do singular e plural no perfeito mediopassivo                                           |
| /t, d, tʰ/   | /m/         | /sm/ [zm]           | πέπεισμαι                              | 1ª pessoa do singular e plural no perfeito mediopassivo                                           |

A alveolar nasal /n/ assimila no ponto de articulação, mudando para uma labial ou velar nasal diante de labiais ou velares.
- μ [m] diante das labiais/b/, /p/, /pʰ/, /m/ (e do encontro consonantal /ps/):

ἐν- + βαίνω > ἐμβαίνω; ἐν- + πάθεια > ἐμπάθεια; ἐν- + φαίνω > ἐμφαίνω; ἐν- + μένω > ἐμμένω; ἐν- + ψυχή + -ος > ἔμψυχος;
- γ [ŋ] diante das velares /ɡ/, /k/, /kʰ/ (e do encontro consonantal/ks/):

ἐν- + γίγνομαι > ἐγγίγνομαι; ἐν- + καλέω > ἐγκαλέω; ἐν- + χέω > ἐγχέω; συν- + ξηραίνω > συγξηραίνω
Quando /n/ precede /l/ ou /r/, a primeira consoante assimila à segunda, de modo que a geminação ocorra, e a combinação é pronunciada [lː], como em ⟨συλλαμβάνω⟩, da representação subjacente *συνλαμβάνω ou [r̥ː], como em ⟨συρρέω⟩, da representação subjacente *συνρέω.
O som do zeta ⟨ζ⟩ desenvolveu-se a partir de *sd original em alguns casos, em outros casos, desenvolveu-se a partir de *y, dy, gy. No segundo caso, provavelmente era pronunciado originalmente como [dʒ] ou [dz], quando sofreu metátese no início do período do grego antigo. A metátese é provável neste caso: encontros consonantais de uma oclusiva sonora e /s/, como /bs, ɡs/, não ocorrem no grego antigo, pois mudam para /ps, ks/ por assimilação, enquanto encontros na ordem oposta, como /sb, sg/, pronunciados como [zb, zg], ocorrem.
- Ἀθήναζε ('para Atenas') < Ἀθήνᾱσ-δε
- ἵζω ('sentar') < protoindo-europeu *si-sdō latim sīdō: reduplicação no presente), do grau-zero da raiz de ἕδος < *sedos "assento"
- πεζός ('a pé') < PGr *ped-yos, da raíz de πούς, ποδός "pé"
- ἅζομαι ('reverenciar') < PGr *hag-yomai, da raíz de ἅγ-ιος ('sagrado')

## Reconstrução
As informações acima são baseadas em um largo conjunto de evidências, que foi extensivamente discutido por linguistas e filólogos dos séculos XIX e XX. A seção seguinte mostra um resumo dos tipos de evidência e argumentos utilizados nesses debates, e fornece algumas orientações em relações aos pontos de incerteza que ainda prevalecem.

### Evidência interna

#### Evidências ortográficas
Sempre que um novo conjunto de símbolos, como uma alfabeto, é criado para uma língua, os símbolos escritos tipicamente correspondem aos sons falados, e a ortografia é chamada fonêmica ou transparente. É mais fácil pronunciar uma palavra vendo como ela é escrita, assim como é mais fácil escrever uma palavra sabendo como ela é pronunciada. Até que a pronúncia de uma linguagem sofra alterações, erros ortográficos não tendem a ocorrer, já que escrita e pronúncia são equivalentes.
Quando a pronúncia muda, há duas opções: a primeira é a reforma ortográfica: a ortografia das palavras é alterada para refletir a nova pronúncia. Nesse caso, a data de uma reforma geralmente indica o período aproximado em que a pronúncia mudou.
A segunda opção é que a grafia permaneça a mesma, apesar das mudanças de pronúncia. Nesse caso, a ortografia é chamada conservadora ou histórica, pois reflete a pronúncia de um período mais antigo da língua. Nesse sistema, não há uma simples correspondência entre os símbolos escritos e os sons falados: a grafia das palavras torna-se uma indicação cada vez menos confiável da sua pronúncia vigente, e saber como pronunciar uma palavra não fornece informação suficiente sobre como escrevê-la.

Em uma língua com um sistema de escrita histórico, os erros ortográficos podem indicar mudanças de pronúncia. Escribas com conhecimento insuficiente do sistema de escrita podem escrever mal as palavras e, em geral, seus erros ortográficos refletem a maneira como as palavras eram pronunciadas.
- Se escribas frequentemente confundem duas letras, isso indica que os sons representados por elas são os mesmos, que ambos se fundiram. Isso é atestado desde muito cedo com ⟨ι, ει⟩. Pouco depois, ocorreu com ⟨υ, οι⟩, ⟨ο, ω⟩ e ⟨ε, αι⟩. Mais tarde, ⟨η⟩ começou a ser confundido com os já unificados ⟨ι, ει⟩.
- Se escribas omitem uma letra onde normalmente seria escrita, ou a inserem onde ela não existe (hipercorreção), significa que o som que a letra representava se perdeu na fala. Isso aconteceu cedo com a aspiração inicial de palavras (/h/) na maioria dos dialetos gregos. Outro exemplo é a omissão ocasional do iota subscrito em ditongos longos.

Apesar disso, erros de ortografia fornecem evidências limitadas, uma vez que refletem apenas a pronúncia do escriba que cometeu o erro, não necessariamente a pronúncia de todos os falantes da língua na época. O grego antigo era um idioma com muitas variantes regionais e registros sociais. Muitas das mudanças de pronúncia do koiné provavelmente já haviam ocorrido mais cedo em pronúncias regionais e socioletos do ático, mesmo na época clássica.

#### Palavras onomatopaicas
Por vezes são encontradas representações de sons de animais na literatura grega. O exemplo mais citado é βῆ βῆ, usado para descrever o balido de ovelhas e usado como evidência de que beta possuia um som bilabial oclusivo e que eta era uma vogal anterior semiaberta longa. Verbos onomatopaicos, como μυκάομαι para o mugir de bovinos (cf. latim mugire) e βρυχάομαι para o rugir dos leões (cf. latim rugire) e κόκκυξ para o nome do cuco (cf. latim cuculus) sugerem uma pronúncia arcaica [uː] para o úpsilon longo, antes que ele fosse anteriorizado para [yː].

#### Fatos morfofonológicos
Os sons passam por mudanças regulares, como assimilação ou dissimilação, em certos entornos no interior das palavras  que, às vezes, são refletidos na escrita. Estes eventos podem ser utilizados para reconstruir a natureza dos sons envolvidos.
- π,τ,κ no final de palavras são regularmente alterados para φ,θ,χ quando a palavra seguinte inicia com espírito áspero. Exemplos: ἐφ' ἁλός em lugar de ἐπὶ ἁλός ou καθ' ἡμᾶς em lugar de κατὰ ἡμᾶς.
- π,τ,κ no final do primeiro elemento de uma palavra composta são regularmente alterados para φ,θ,χ quando o elemento seguinte da palavra inicia com espírito áspero. Exemplos: ἔφιππος, καθάπτω.
- O dialeto ático em particular, é marcado por contrações: duas vogais sem uma consoante intermédia são mescladas em uma única sílaba. Por exemplo, a forma não-contraída (dissilábica) ⟨εα⟩([e.a]), ocorre regularmente em outros dialetos, mas contrai para ⟨η⟩  no ático, apoiando a hipótese de que ⟨η⟩ era pronunciado [ɛː] (um som intermediário entre [e] e [a]), ao invés de [i], como no grego moderno. De modo análogo, as formas não-contraídas ⟨εε⟩ e ⟨οο⟩ ([e.e], [o.o]) ocorrem regularmente em jônico, mas contraem-se para ⟨ει⟩ e ⟨ου⟩ em ático, sugerindo os valores [eː], [oː] para os ditongos espúrios ⟨ει⟩ e ⟨ου⟩ no ático, ao invés de [i] e [u] que mais tarde adquiriram.

#### Grafias fora do padrão
Alterações morfofonológicas como essas são frequentemente tratadas de modo diferente em grafias não-padronizadas em relação às formas padrões prescritas para a escrita literária. Isso pode levantar dúvidas sobre a representatividade de um dialeto literário, e em alguns casos, pode forçar algumas reconstruções de palavras diferentes daqueles padrões prescritos para textos literários. Assim, por exemplo:
- Ortografias epigráficas fora do padrão por vezes indicam a assimilação final do ⟨κ⟩ para ⟨γ⟩ antes de consoantes sonoras em uma palavra seguinte, ou do ⟨κ⟩ final para ⟨χ⟩ antes de sons aspirados, como na palavra ἐκ

#### Evidência métrica
A métrica utilizada na poesia grega clássica se baseava em padrões de alternância de sílabas curtas e longas, podendo fornecer evidências da duração vocálica quando estas não eram indicadas na escrita. Por volta do século IV d.C. a poesia era normalmente escrita usando um acento tônico baseado em intensidade, sugerindo que a distinção entre vogais longas e curtas já havia sido perdida, e que o acento baseado em tons foi substituido por um acento baseado em intencidade.

### Evidência externa

#### Descrições ortoépicas
Alguns gramáticos antigos tentaram fornecer descrições sistemáticas dos sons da língua grega. Porém, esse tipo de evidência é muitas vezes difícil de interpretar, uma vez que a terminologia fonética da época era muito vaga, ou porquê muitas vezes não é claro o quanto as formas descritas por eles representavam da linguagem viva, falada por diferentes grupos da população.
Importantes autores antigos incluem:
- Dionísio, o Trácio
- Dionísio de Halicarnasso
- Élio Herodiano

#### Comparação entre dialetos
Por vezes a comparação do dialeto ático padrão com outras formas escritas de dialetos gregos, ou as representações humorísticas de falas dialetais em peças de teatro áticas, podem fornecer algumas dicas a respeito do valor fonético de certas grafias 

#### Empréstimos
A grafia de empréstimos linguísticos gregos em outras línguas e vice-versa pode fornecer informações úteis a respeito de pronúncia. Entretanto, esse tipo de evidência é muitas vezes difícil de interpretar ou inconclusivo. Os fonemas de empréstimos nem sempre são transpostos de maneira identica entre as línguas. Quando a língua receptora não possui um fonema que corresponda exatamente àquele da língua original, ele tende a ser substituido por outro fonema similar. 
Ciente disso, latim é de grande valor para a reconstrução da fonologia do grego antigo, devido à sua proximidade com o mundo grego, o que permitiu que numerosas palavras gregas fossem tomadas pelos romanos. Inicialmente, vocábulos gregos denotando termos técnicos ou nomes próprios que continham a letra Φ, eram escritos em latim com P ou PH, indicando um esforço para imitiar, ainda que de modo imperfeito, um som que não existia em latim. Mais tarde, no século I, grafias com F começam a aparecer nesses vocábulos, sinalizando a mudança para a pronúncia fricativa de Φ. Assim, no século II, Filippus substituiu P(h)ilippus. Por volta do mesmo período, na falta de uma melhor alternativa, a letra F também começou a substituir a letra Θ, indicando que o som da letra teta havia se tornado fricativo também.
A fim de importar certas palavras gregas, os romanos adicionaram as letras Y e Z ao alfabeto latino, tomando-as diretamente do alfabeto grego. Essas adições são importantes, pois mostram que os romanos não tinham símbolos para representar os sons das letras Y e Z do grego, o que significa que nesse caso, nenhum som conhecido do latim poderia ser usado para reconstruir os fonemas gregos.
Os romanos frequentemente usavam ⟨i, u⟩ para trasncrever as gregas ⟨ε, ο⟩. Isso pode ser explicado pelo fato de /i, u/ latinos serem pronunciados como vogais quase fechadas [ɪ] e [ʊ], assim sendo mais próximas da pronúncia das vogais médias /e, o/ do grego do que das vogais fechadas /i, u/.
- Φιλουμένη > Philumina
- ἐμπόριον > empurium

Sânscrito, persa e armênio também fornecem evidências.
A duração da vogal curta /a/ é evidenciada por algumas transcrições entre grego antigo e sânscrito. A vogal curta grega /a/ é transcrita com a vogal longa do sânscrito /ā/, não com a versão curta, que em sâsncrito tinha uma pronúncia mais fechada: [ə] Do mesmo modo, a vogal /a/ curta do sânscrito era transcrita com a letra grega ε.
- Gr ἀπόκλιμα [apóklima] > Skt āpoklima- [aːpoːklimə] (um termo astrológico)
- Skt brāhmaṇa- [bɽaːɦməɳə] > Gr ΒΡΑΜΕΝΑΙ ('brâmane)

#### Comparação com alfabetos mais antigos
O alfabeto grego foi desenvolvido a partir do antigo alfabeto fenício. Pode-se assumir que os gregos tenderam a aplicar a cada letra do alfabeto fenício um som grego que fosse o mais próximo possível dos sons da língua fenícia. Mas, assim como no caso da análise de empréstimos linguísticos, as interpretações são divergentes.

#### Comparação com alfabetos mais recentes ou derivados
O alfabeto grego também serviu como base para outros alfabetos, os mais notáveis sendo etrusco (que posteriormente daria origem ao alfabeto latino), copta, armênio, gótico e cirílico. Argumentos similares aos extraídos da relação entre os alfabetos fenício e grego, também podem ser extraídas da relação entre o alfabeto grego e seus derivados.
Assim, por exemplo, no alfabeto cirílico, a letra В (ve) representa o som de [v], confirmando que beta era pronunciado como uma fricativa por volta do século IX d.C., enquanto uma nova letra Б (be) foi inventada para representar o som [b]. Do mesmo modo, em gótico, a letra derivada de beta reprensenta o som [b], indicando que por volta do século IV d.C., beta talvez ainda representasse uma pronúncia oclusiva em algumas regiões, ainda que outras evidências extraídas de papiros gregos no Egito, indiquem que, por volta do século I d.C., beta já estivesse assumindo uma pronúncia bilabial fricativa [β]. 

#### Comparação com o grego moderno
Qualquer reconstrução do grego antigo necessita levar em consideração como os fonemas evoluíram até suas versões atuais em grego moderno. De modo geral, as mudanças entre a pronúncia reconstruída do grego antigo e grego moderno não são consideradas problemáticas dentro do campo da linguística histórica, uma vez que todas as mudanças relevantes (aspirantização, mudança de vogais longas para [i], perda do [h] inicial, reestruturação da duração vocálica, sistemas de tonicidade, etc) são mudanças frequentemente atestadas em outros idiomas e relativamente fáceis de explicar.

#### Reconstrução comparativa com indo-europeu
Relações sistemáticas entre os fonemas do grego e fonemas de outras línguas indo-europeias são consideradas como evidências fortes para as reconstruções por linguistas históricos, pois essas relações indicam que tais fonemas podem ter mapeados até um original herdado da proto-língua.